# Хумбан-тах-рах
Хумбан-тах-рах — царь Элама, правил приблизительно в 760 — 742 годах до н. э.
Известен только из вавилонской хроники, где он именуется отцом царя Хумбан-никаша. Принято его считать основателем новой эламской династии. Правил в сложное в политическом отношении время. В Месопотамии доминировало Ассирийское царство. В результате миграции народов на Иранском нагорье расселились арийские племена, начинавшие все больше и больше теснить эламитов. Само новоэламское царство было полно внутренних противоречий и раздоров между отдельными областями и членами правящей династии.
| Новоэламская династия |                                     |                        |
| Предшественник: —     | царь Элама ок. 760 ? — 742 до н. э. | Преемник: Хумбан-никаш |